# Норский сельсовет
Но́рский сельсове́т — сельское поселение в Селемджинском районе Амурской области.
Административный центр — село Норск.

## История
28 июня 2005 года в соответствии с Законом Амурской области № 25-ОЗ муниципальное образование наделено статусом сельского поселения. 

## Население
| 2002 | 2010 | 2011 | 2012 | 2013 | 2014 | 2015 |
| ---- | ---- | ---- | ---- | ---- | ---- | ---- |
| 403  | ↗412 | ↘411 | ↘389 | ↘373 | ↘359 | ↘341 |
| 2016 | 2017 | 2018 | 2021 |      |      |      |
| ↘335 | ↗339 | ↘330 | ↘166 |      |      |      |

## Состав сельского поселения
| № | Населённый пункт | Тип населённого пункта       | Население |
| - | ---------------- | ---------------------------- | --------- |
| 1 | Бысса            | село                         | →39       |
| 2 | Норск            | село, административный центр | ↘291      |